# Ibragim Dzusow
Ibragim Magomietowicz Dzusow (ros. Ибрагим Магометович Дзусов; ur. 3 marca?/16 marca 1905 we wsi Zamankuł w Osetii Północnej, zm. 28 października 1980 w Ordżonikidzem) – radziecki generał major lotnictwa, Bohater Związku Radzieckiego (1945).

## Życiorys
Urodził się w osetyjskiej rodzinie chłopskiej. Skończył niepełną szkołę średnią, uczył się w Komunistycznym Uniwersytecie Pracujących Wschodu w Moskwie.
Od marca 1924 służył w Armii Czerwonej. Od 1926 należał do WKP(b), w 1927 skończył szkołę kawalerii w Krasnodarze i został dowódcą plutonu kawalerii w Północnokaukaskim Okręgu Wojskowym, od października 1927 służył w Siłach Powietrznych, w 1929 ukończył wojskową szkołę lotników w Orenburgu.
Służył w Ukraińskim Okręgu Wojskowym, w 1932 skończył 2 Borisoglebską Wojskową Szkołę Lotników i został dowódcą klucza i nawigatorem (szturmanem) eskadry Sił Powietrznych Zakaukaskiego Okręgu Wojskowego, od października 1936 do kwietnia 1939 był nawigatorem 95 Brygady Lotniczej Zakaukaskiego Okręgu Wojskowego. Od 29 kwietnia 1939 do kwietnia 1940 dowodził 45 pułkiem lotnictwa myśliwskiego Zakaukaskiego Okręgu Wojskowego, w latach 1940–1941 studiował w Wojskowej Akademii Powietrznej Armii Czerwonej im. Żukowskiego, od 9 stycznia 1942 uczestniczył w wojnie z Niemcami, początkowo walczył na Froncie Krymskim. Od maja 1943 do maja 1944 dowodził 216 Dywizją Lotnictwa Myśliwskiego/9 Gwardyjską Dywizją Lotnictwa Myśliwskiego 8 Armii Powietrznej Frontu Południowego i 4 Ukraińskiego, brał udział w operacji donbaskiej i melitopolskiej, w maju 1944 otrzymał stopień generała majora i został dowódcą 6 Gwardyjskiego Korpusu Lotnictwa Myśliwskiego 16 Armii Powietrznej 1 Frontu Białoruskiego, uczestniczył w operacji białoruskiej, wiślańsko-odrzańskiej, pomorskiej i berlińskiej. Do maja 1943 wykonał 82 loty bojowe, stoczył 11 walk powietrznych, w których strącił 4 samoloty wroga; poza tym zniszczył jeden samolot wroga na ziemi przy ataku na nieprzyjacielskie lotnisko.
W 1948 ukończył Wyższą Akademię Wojskową im. Woroszyłowa i został zastępcą dowódcy 16 Armii Powietrznej w Grupie Wojsk Radzieckich w Niemczech, od czerwca 1949 do października 1951 był zastępcą dowódcy 57 Armii Powietrznej, a od października 1951 do maja 1955 szefem Krasnojarskiego Zarządu Floty Cywilnej, następnie zakończył służbę wojskową.

## Odznaczenia
- Złota Gwiazda Bohatera Związku Radzieckiego (29 maja 1945)
- Order Lenina (trzykrotnie – 30 października 1942, 29 maja 1945 i 20 czerwca 1949)
- Order Czerwonego Sztandaru (trzykrotnie – 5 kwietnia 1943, 30 marca 1944 i 3 listopada 1944)
- Order Suworowa II klasy (dwukrotnie – 17 września 1943 i 23 lipca 1944)
- Medal „Za zwycięstwo nad Niemcami w Wielkiej Wojnie Ojczyźnianej 1941–1945”
- Medal „Za obronę Kaukazu”
- Medal „Za wyzwolenie Warszawy”
- Medal „Za zdobycie Berlina”
- Medal „Weteran Sił Zbrojnych ZSRR”
- Order Krzyża Grunwaldu (Polska)